# Mrówkowody
Mrówkowody, mrówkojady, mrówkołowy, mrówkołowowate (Formicariidae) – rodzina ptaków z rzędu wróblowych (Passeriformes), występujących wyłącznie w krainie neotropikalnej.

## Charakterystyka
Długość ciała 15–24,5 cm; masa ciała 38–152 g. Większość gatunków ma nierzucające się w oczy barwy.
Ptaki te występują w gęstych, wilgotnych lasach tropikalnych. Żerują zwykle na dnie lasu. Żywią się głównie bezkręgowcami, sporadycznie zjadają też niewielkie węże. Czasami podążają za stadami mrówek wojowniczych. Samice składają zazwyczaj dwa białe jaja w gnieździe umieszczonym w dziupli drzewa. Oboje rodzice biorą udział w wysiadywaniu jaj i karmieniu piskląt.

## Systematyka
W starszych ujęciach systematycznych do rodziny mrówkowodów zaliczano około dwustu pięćdziesięciu gatunków ptaków. W nowszych ujęciach systematycznych, uwzględniających badania genetyczne, najpierw większość, około 200 gatunków, wydzielono do specjalnie dla nich utworzonej rodziny chronkowatych (Thamnophilidae), a niedługo później wydzielono jeszcze rodzinę kusaczków (Grallariidae). Tym samym w rodzinie mrówkowodów pozostało jedynie 12 gatunków.
Do rodziny mrówkowodów zaliczane są następujące rodzaje:
- Formicarius Boddaert, 1783
- Chamaeza Vigors, 1825